# 田尾里 (嘉義縣)
23°29′52.9″N 120°19′12.7″E / 23.498028°N 120.320194°E
田尾里是中華民國臺灣嘉義縣太保市轄下的行政區。面積約3.790688平方公里，行政區包含10個鄰、314戶、人口數829人。距離嘉義故宮約兩公里。最初由陳家人開墾，沒有國中小，福安宮為信仰中心，內有全嘉義最長的風鈴大道。

## 地理
田尾里位於太保市的西北角，東接新埤，南臨太保高鐵站，北（日治溪南庄）與溪北、安和里僅隔一溪，西近灣內。嘉義故宮距此二公里。

## 聚落歷史
田尾里因田尾庄而得名，名田尾乃因居灌溉水渠之末。雍正八年(1730年)陳要 來此開墾，最初僅有兩分地，至二十代陳北 曾任日治時期的區長，經營糖廍，有田地一百六十餘畝。

## 教育
田尾里區域內目前無設立國中小，國小學區為新埤國小；國中學區為太保國中。

## 文化資源
福安宮是田尾里的信仰中心，廟裡有奉祀清水祖師、天上聖母，五年千歲、哪吒太子和朱、邢、李府千歲等神。

## 景點
田尾風鈴大道位於嘉義縣太保市田尾里，是全嘉義最長的黃金大道，兩側長滿黃金風鈴木的「黃金祕境」。